# Даффи, Эмон
Эмон Даффи (родился в 1947 году) — ирландский историк. Почетный профессор истории христианства в Кембриджском университете, а также член и бывший президент колледжа Магдалины.

## Ранний период жизни
Даффи родился 9 февраля 1947 года в Дандолке, Ирландия. Получил образование в школе Святого Филиппа и университете города Халл. Он занимался исследованиями в Кембриджском университете, где его научными руководителями были Оуэн Чедвик и Гордон Рапп.

## Академическая карьера
Даффи специализируется на религиозной истории Британии XV—XVII веков. Он также является бывшим членом Папской исторической комиссии. Его работа во многом способствовала разрушению популярного образа позднесредневекового католицизма в Англии как умирающего, и вместо этого представила его как живую культурную силу. В 2007 году он участвовал в создании на BBC Radio 4 серии «10 пап, которые потрясли мир» — этими папами были Пётр, Лев I, Григорий I, Григорий VII, Иннокентий III, Павел III, Пий IX, Пий XII, Иоанн XXIII и Иоанн Павел II.
В 1979 году Даффи перешел в колледж Магдалины Кембриджского университета и с 2003 по 2014 год был профессором истории христианства. С 2014 года он является почетным профессором. В 2004 году он был избран членом Британской академии.

## Премии и награды
- Премия журнала «History Today» от журнала «Longman» за книгу года (1994): «Опустошение алтарей: традиционная религия в Англии в 1400—1580»[9].
- Премия Хоторндена по литературе (2002): Голоса Морбата: Реформация и восстание в английской деревне[10]
- Почетный член колледжа Святой Марии, Туикенем (2003). (Позже он ушел с должности в знак протеста против решений руководства колледжа)[11]
- Президент Общества церковной истории (2004—2005)
- Почетные докторские степени от университетов Дарема[12], Халла[13], и Королевского колледжа Лондона[14], а также от Папского института средневековых исследований в Торонто.
- Почетный член Королевской Ирландской академии (2012)
- Почетный каноник, Элийский собор (2014)[15]

## Работы
- Humanism, Reform and the Reformation: The Career of Bishop John Fisher (1989; transferred to digitally printed hardback and paperback in 2008) (Editor; co-edited with Brendan Bradshaw) ISBN 0521340349 (1989) ISBN 978-0-521-34034-2 (2008, hardback) ISBN 978-0-521-09966-0 (2008, paperback)
- The Stripping of the Altars: Traditional Religion in England 1400 to 1580 (1992; subsequent editions in 2005 and 2022) ISBN 0-300-06076-9 (1992) ISBN 978-0-300-10828-6 (2005) ISBN 9780300254419 (2022)
- Saints and Sinners: A History of the Popes. — Yale University Press. (1997; transferred to paperback in 1998, subsequent editions in 2002, 2006, and 2014) ISBN 0-300-07332-1 (1997) ISBN 0300077998 (1998) ISBN 0300091656 (2002) ISBN 0300115970 (2006) ISBN 978-0300206128 (2014)
- The Voices of Morebath: Reformation and Rebellion in an English Village (2001; transferred to paperback in 2003) ISBN 978-0300091854 (2001) ISBN 978-0300098259 (2003)
- «The Shock of Change: Continuity and Discontinuity in the Elizabethan Church of England», in Anglicanism and the Western Catholic Tradition (2003, edited by Stephen Platten) ISBN 1853115592
- Faith of Our Fathers: Reflections on Catholic Tradition (2004; subsequent edition in 2006) ISBN 978-0826474797 (2004) ISBN 978-0826476654 (2006)
- Walking to Emmaus (2006) ISBN 978-0860124238
- Marking the Hours: English People and their Prayers 1240—1570 (2006; transferred to paperback in 2011) ISBN 9780300117141 (2006) ISBN 9780300170580 (2011)
- Fires of Faith: Catholic England Under Mary Tudor (2009; transferred to paperback in 2010) ISBN 978-0300152166 (2009) ISBN 9780300168891 (2010)
- Ten Popes Who Shook the World (2011) ISBN 978-0300176889
- Saints, Sacrilege and Sedition: Religion and Conflict in the Tudor Reformations (2012; transferred to paperback in 2014) ISBN 1441181172 (2012) ISBN 9781472909176 (2014)
- Reformation Divided: Catholics, Protestants, and the Conversion of England (2017) ISBN 9781472934369
- Royal Books and Holy Bones: Essays in Medieval Christianity (2018) ISBN 9781472953230
- John Henry Newman: A Very Brief History (2019) ISBN 978-0281078493
- A People’s Tragedy: Studies in Reformation (2020) ISBN 978-1-4729-8385-5